# Tolić (gmina Mionica)
Tolić (cyr. Толић) – wieś w Serbii, w okręgu kolubarskim, w gminie Mionica. W 2011 roku liczyła 391 mieszkańców.